# Mojżesz (Al-Churi)
Mojżesz, imię świeckie Musa al-Churi (ur. 1953) – syryjski duchowny prawosławnego Patriarchatu Antiocheńskiego, od 1995 biskup pomocniczy metropolii Damaszku z tytułem biskupa darajskiego.

## Życiorys
Chirotonię biskupią otrzymał 24 stycznia 1995.